# Fritz Barth (Theologe)

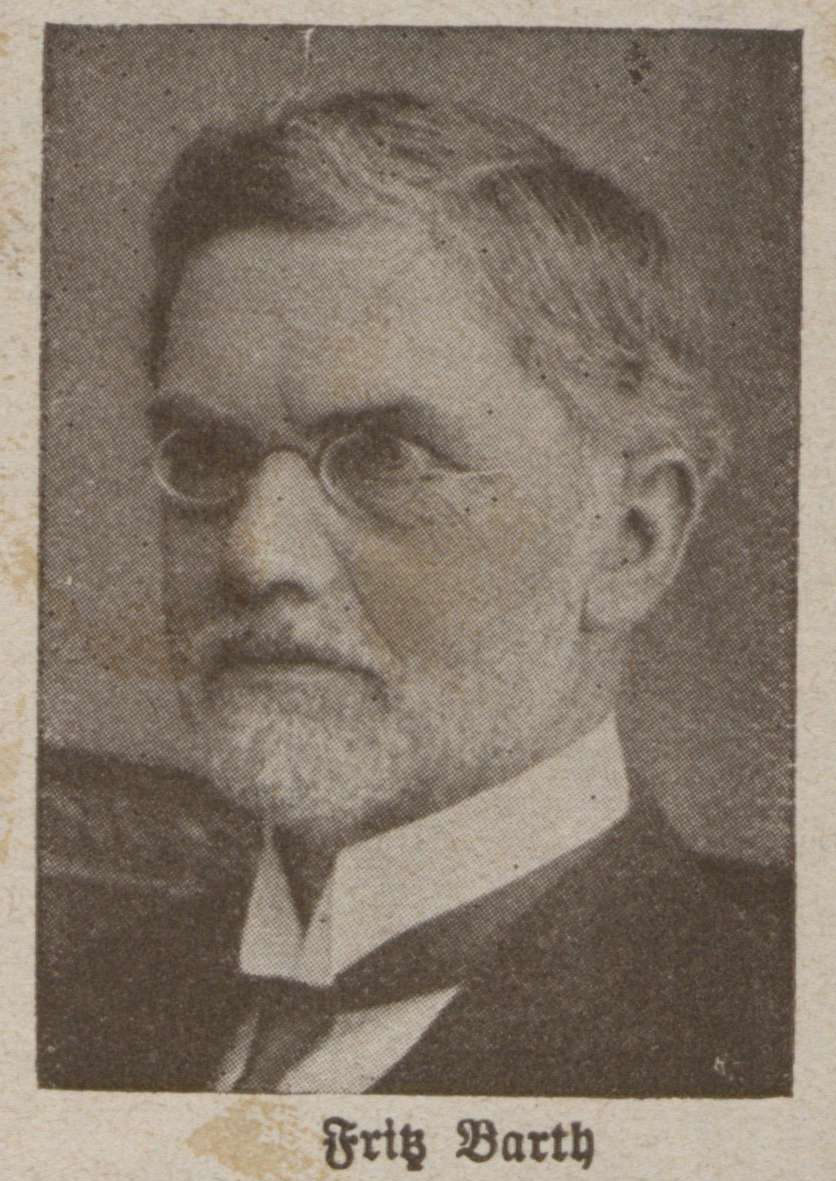
Fritz Barth (zwischen 1900 und 1912)

Johann Friedrich «Fritz» Barth (* 25. Oktober 1856 in Basel; † 25. Februar 1912 in Bern) war ein Schweizer evangelisch-reformierter Theologe und Professor für Kirchengeschichte und Neues Testament.

## Leben
Nach dem Studium der Evangelischen Theologie an den Universitäten Basel (bei Franz Camille Overbeck), Leipzig (bei Adolf von Harnack) und Tübingen (bei Johann Tobias Beck) war Barth ab 1879 Pfarrer in Reitnau. Ab 1886 arbeitete er als Theologielehrer an der evangelischen Predigerschule Basel. 1889 wurde er Privatdozent an der Universität Bern, die ihn 1891 zum ausserordentlichen und 1895 zum ordentlichen Professor für ältere und mittlere Kirchengeschichte sowie Neues Testament berief. Barth war Mitglied des Synodalrats der Berner Landeskirche. 1903 wurde er mit einem Ehrendoktorat der Universität Halle ausgezeichnet.
Fritz Barth war verheiratet mit Anna Katharina Sartorius, seine Söhne Karl (1886–1968) und Peter (1888–1940) wurden ebenfalls evangelische Theologen, sein Sohn Heinrich (1890–1965) wurde Professor für Philosophie. Seine Tochter Gertrud (* 1896 in Basel) war mit dem Pfarrer Robert Karl Lindt (1893–1948) verheiratet, deren gemeinsamer Sohn war der Theologe Andreas Lindt.

## Werke
- Die Hauptprobleme des Lebens Jesu. Eine geschichtliche Untersuchung (1899)
- Einleitung in das Neue Testament (1908)
- Christus unsere Hoffnung. Sammlung von religiösen Reden und Vorträgen (1913)